# Gebärdenschrift

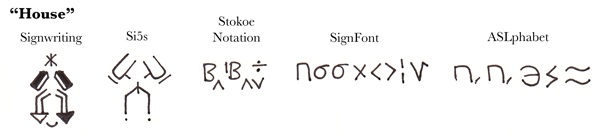
Einzelne Gebärdenschriften im Vergleich

Eine Gebärdenschrift ist ein Schriftsystem für die Darstellung der sprachlichen Zeichen einer Gebärdensprache. In allen Gebärdenschriften ist das Ziel, die Gebärdenzeichen sowie deren Bewegung und Ausführungsort darzustellen. Eine einheitliche Gebärdenschrift hat sich (noch) nicht durchgesetzt. Es wurden aber die vielfältigen Möglichkeiten geschaffen, Gebärden nachvollziehbar zu notieren.

## Entwicklungen

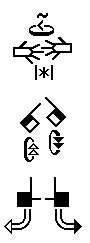
Beispiel: „American Sign Language“ in SignWriting

Es sind grundsätzlich Parallelen bei den Anfängen der Tanzschriftaufzeichnungen zu den Gebärdenschriftaufzeichnungen zu erkennen. Beide haben denselben Ursprung mit dem Versuch Bewegung zu verschriftlichen. Im 20. Jahrhundert schuf Rudolf von Laban z. B. die Labanotation mit graphischen Darstellungen von Bewegungen verschiedener Körperteile, pfeilähnliche Symbole für die Angabe von Richtungen und Symbole für die Mimik.
Von einer Schrift bzw. Gebrauchsschrift spricht man, wenn ein System mit Gebrauchsschriftanspruch gemeint ist. Notationen sind hauptsächlich für den wissenschaftlichen Bereich gedacht.
Im 7. Jahrhundert wurde erstmals versucht, Handformen auf Papier zu schreiben. Die sogenannten „Fingerzahlen“ oder „Zahlengebärden“ sind aber noch kein Versuch, Gebärdensprachen zu verschriftlichen. Danach wurden im 16. und 18. Jahrhundert mit dem „Fingeralphabet“ bzw. „Handalphabet“, den „methodischen Zeichen“ und dem „Zeichenregister“ weitere Versuche unternommen um taube Schüler in der Lautsprache zu unterrichten. Im 19. Jahrhundert schufen Roch-Ambroise Bébian in Paris und später der aus Schottland stammende George Hutton in Nova Scotia eine erste wirkliche Gebärdenschrift, die beide Mimographie genannt wurden.
Weitere Schriftsysteme für Gebärdensprache entwickelten im 20. Jahrhundert William Stokoe (Stokoe Notation) für die American Sign Language, Eshkol-Wachmann (Eshkol-Wachmann Movement System) für die Israel Sign Language, Paul Jouison (D'Sign) für die französische Gebärdensprache und David Rose (AusWrite) für die australische Gebärdensprache.
Ferner erschien in der Tradition des Stokoe-Systems an der Universität Hamburg das wissenschaftlich orientierte HamNoSys (Hamburger Notations-System) für die Deutsche Gebärdensprache und ein phonetisch/phonemisches System SignLettering von dem Pädagogen Hartmut Teuber (USA). David J. Peterson hat versucht, ein ASCII-freundliches phonetisches Transkriptionssystem für Gebärden zu entwickeln, das als Sign Language International Phonetic Alphabet (SLIPA) bekannt ist. Für ASL wurden auch noch eine Fülle anderer Gebärdenschriften entwickelt.
Besondere Bedeutung hat das 1974 von der ehemaligen Tänzerin Valerie Sutton entwickelte System SignWriting, welches eingedeutscht auch GebärdenSchrift (mit Binnenmajuskel zur Unterscheidung vom Oberbegriff) genannt wird. Dieses ist sprachübergreifend und hat deshalb zunehmende Verbreitung. Aus SignWriting sind die weiterentwickelten Schriftsysteme si5s und ASLwrite hervorgegangen.
SignFont ähnelt in Grundzügen dem SignWriting. Seine Symbole wurden von dem Linguisten Don Newkirk anhand der Handformen entwickelt und werden hintereinander weg von links nach rechts geschrieben. SignScript ist dagegen eine Gebärdenschrift, die von einem Gehörlosen entwickelt wurde. Sie erinnert stark an Sutton SignWriting.
ASL-phabet wurde aus der Stokoe Notation und dem SignFont modifiziert. ASL Sign Jotting (ASLSJ) wird häufig zum Notieren von neuen Gebärden verwendet. Es ist genau wie ASL Orthography sehr gut mit einer QWERTY-Tastatur schreibbar, da nur diese Zeichen genutzt werden.
Im deutschsprachigen Raum wurden auch noch die Systeme Intersys (Intermediärsystem, ein Zeichen = ein Piktem) und SOSO (Sign Orientated Semantic Orthography) entwickelt.
Die Glossentranskription wird oft auch zur Verschriftlichung von Gebärden eingesetzt.

## Beispiele

### Stokoe Notation

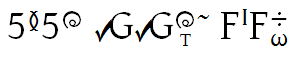
ASL in Stokoe Notation

William Stokoe entwickelte die Stokoe Notation für die American Sign Language (ASL). Er ging dafür zunächst von den drei Parametern Handform, Ausführungsort und Bewegung aus. Die Handstellung vernachlässigte er. Für die Parameter Ausführungsort und Bewegung verwendete er ikonische Symbole aus der Linguistik. Die 19 Handformen sowie 12 Ausführungsstellen am Körper stellte er mit lateinischen Buchstaben oder Zahlen dar. Er verwendete die Zeichen gemäß dem Internationalen Phonetischen Alphabets. Diese Notationsform wurde neben ASL auch für andere Gebärdensprachen genutzt, hat sich aber nicht durchgesetzt, da nicht alle Handformen der Gebärdensprache gleich sind. ASL Orthography ähnelt stark der Stokoe Notation und könnte als dessen komplette digitale Weiterentwicklung verstanden werden. SLIPA (Sign Language IPA) könnte dagegen wegen der Verwendung des International Phonetischen Alphabets für Wörter oder Wortgruppen als Teilweiterentwicklung verstanden werden.

### Unterschied zwischen SignWriting und HamNoSys
SignWriting und HamNoSys sind sich in ihrem Grundkonzept zur Verschriftlichung mit Symbolen sehr ähnlich.
Für beide Gebärdenschriften haben sich aber für die einzelnen Parameter unterschiedliche Symbole herausgebildet. Das HamNoSys wird zu dem eher diakritisch hintereinander von links nach rechts geschrieben. Es ist also nicht so kompakt holistisch wie SignWriting.
Ursprünglich ist das HamNoSys für die internationale Linguistik gedacht gewesen. SignWriting war dagegen schon immer für die internationale Allgemeinheit gedacht.

### ASL-phabet
ASL-phabet oder ASL-Alphabet ist ein von Samuel Supalla für die Amerikanische Gebärdensprache (ASL) entwickeltes Schriftsystem. Es basiert auf einem System namens SignFont, welches Supalla für den Einsatz in einem Bildungsumfeld mit gehörlosen Kindern modifizierte und optimierte.
Wie SignFont und die Stokoe-Notation ist ASL-phabet eine phonetische Schrift, die jedoch so vereinfacht wurde, dass Mehrdeutigkeiten bestehen, d. h. ein Symbol kann mehr als ein phonetisches Element (Handform, Position oder Bewegung) darstellen. Während SignFont beispielsweise 25 Symbole hat, die Bewegungsarten kodieren, und die Stokoe-Notation 24, hat ASL-phabet nur 5. Dies kann zu Homographen führen (mehrere Symbole mit gleicher Schreibweise aber unterschiedlicher Bedeutung).
Insgesamt hat ASL-phabet 22 Symbole für die Handform, 5 für die Position und 5 für die Bewegung. Sie werden in dieser Reihenfolge von links nach rechts geschrieben, wobei mehrere Symbole bzw. Buchstaben jedes Typs möglich sind, z. B. zwei Handformbuchstaben für ein zweihändiges Zeichen. Wie die Stokoe-Notation (aber anders als SignFont) bietet ASL-phabet keine Symbole für Gesichtsausdrücke, Mundbewegungen und andere Aspekte der Gebärdensprachenstruktur, was die Verwendung für längere Texte erschweren kann. Es reicht jedoch aus, ASL-Wörter in einem ASL-Englisch-Wörterbuch nachzuschlagen. Hulst & Channon (2010) stellen fest:

“This system, much more than SignWriting, acknowledges the fact (rightly, we believe) that a written representation of a word does not need to be a recipe to produce it, but only to be sufficiently unique to act as a trigger to activate the relevant words in the reader’s mind.”

„Mehr noch als SignWriting erkennt dieses System (unserer Meinung nach zu Recht) die Tatsache an, dass die schriftliche Darstellung eines Wortes kein Rezept sein muss, um es zu erzeugen, sondern nur eindeutig genug sein muss, um als Auslöser für die Aktivierung der entsprechenden Wörter im Kopf des Lesers zu dienen.“

Beispiel: „ASL“ im US-amerikanischen ASL-Fingeralphabet und in der ASL-Gebärdenschrift si5s

### ASLwrite und si5s
si5s ist ein Schriftsystem für die ASL, das einer handschriftlichen Form des SignWriting ähnelt. Es wurde 2003 in New York von Robert Arnold zusammen mit einem ungenannten Mitarbeiter entwickelt. Im Juli 2010 wurde es auf der Deaf Nation WorldExpo
in Las Vegas, vorgestellt. Bald nach seiner Veröffentlichung spaltete sich die Entwicklungvon si5s in zwei Zweige: den „offiziellen“ si5s-Track, der von Arnold und neuen Partnern bei ASLized überwacht wurde, und das „Open Source“ ASLwrite. 2015 geriet Arnold mit seinenPartnern bei ASLized in Streit, nahm die Website si5s.org vom Netz und machte seinen Twitter-Account privat. ASLized hat seitdem jegliche Erwähnung von si5s von seiner Website entfernt.
ASLwrite ist eine Gebärdenschrift, die aus SignWriting und si5s ab 2011 entwickelt wurde. Sie wurde als Open-Source-Software entwickelt, die sich an der Orthographie der ASL orientiert und versucht, die Nuancen der Merkmalevon ASL zu erfassen. ASLwrite wird nur von einer Handvoll Menschen verwendet und dreht sichhauptsächlich um Diskussionen auf Facebook und früher auch in Google Groups. Sie wurde für Comicstrips und Poster verwendet.

### Escrita das línguas de sinais
Escrita das línguas de sinais (ELiS) ist ein Schriftsystem für Gebärdensprachen. ELiS wurde ursprünglich auf den grammatikalischen Ebenen der Brasilianischen Gebärdensprache (Libras) von der brasilianischen Linguistin Mariângela Estelita entwickelt, erschien 1998 und hat seitdem einige Modifikationen erfahren, die es entsprechend seinen sprachlichen Besonderheiten als universell für jede Gebärdensprache charakterisieren. In alphabetischer, linearer Reihenfolge und geordnet nach den Parametern und visiologischen Gruppen, die die Symbole bilden, ähnelt dieses System, obwohl es unabhängig geplant ist, der Stokoe-Notation.
Im Gegensatz zu William Stokoes System und SignWriting berücksichtigt ELiS für seine Organisation die fünf Libras-Parameter: Handkonfiguration, Ausrichtung, Artikulationspunkt, Bewegung und Gesichtsausdruck. Aufgrund dieser Annahme gruppiert dieses System seine grafischen Darstellungen, sogenannte Visographeme, in vier visiologische Gruppen: Fingerkonfiguration, Handflächenausrichtung, Artikulationspunkt und Bewegung.

### Sistema de escritura alfabética
Das alphabetische Schriftsystem für Gebärdensprachen Sistema de escritura alfabética (SEA, nach spanischem Namen und Akronym), das von dem Linguisten Ángel Herrero Blanco und zwei gehörlosen Forschern, Juan José Alfaro und Inmaculada Cascales, entwickelt wurde, wurde 2003 als Buch veröffentlicht und in Spanischer Gebärdensprache online zugänglich gemacht. Dieses System verwendet die Buchstaben des lateinischen Alphabets mit einigen diakritischen Zeichen, um Zeichen durch die morphemische Sequenz SLCQDF (bimanuelles Zeichen, Ort, Kontakt, Handform, Richtung und innere Form) darzustellen. Die entstehenden Wörter sind zum Lesen durch Gebärden gedacht. Das System ist so konzipiert, dass es mit minimalen Änderungen auf jede Gebärdensprache anwendbar ist und ohne spezielle Geräte oder Software über jedes Medium verwendet werden kann. Nicht-manuelle Elemente können bis zu einem gewissen Grad kodiert werden, aber die Autoren argumentieren, dass das System nicht alle Elemente eines Zeichens darstellen muss, um praktikabel zu sein, so dass dies bei der geschriebenen mündlichen Sprache nicht der Fall ist. Das System wurde teilweise aktualisiert und auf einer Wiki-Seite öffentlich zugänglich gemacht. Das Center for Linguistic Normalization of Spanish Sign Language hat SEA genutzt, um alle Gebärden in seinem Wörterbuch zu transkribieren.

## Kritik
Das Erlernen einer Gebärdenschrift könnte gehörlose Schüler überfordern, das sie durch Erlernen einer Gebärdenschrift von dem Erlernen einer Schrift der Lautsprache abgelenkt werden und das wertvolle Zeit für die Materialherstellung für eine Gebärdenschrift verwendet wird, während Materialien für eine Schriftsprache einer Lautsprache viel sinnvoller sind. Eine Gebärdenschrift ist auch durch neue Technologien überflüssig, da einfach Videos der Gebärdensprache erstellt werden können. Eine Gebärdenschrift hat ebenso keine Tradition in den Gebärdensprachen.
Dagegen stehen die Argumente, dass bei Lautsprachen auch Audioaufnahmen möglich sind, diese aber nicht für alle Zwecke praktikabel sind. Schriftliche Dokumente sind darüber hinaus besser zugänglich und können überflogen werden. Das Überarbeiten von Videos ist sehr zeitintensiv. Gebärdenschrift kann leichter reproduziert werden und einzelne Worte/Gebärden können leichter gesucht werden. Die kulturelle Seite einer Schrift kann für eine Sprachgemeinschaft auch in Bezug z. B. auf Poesie förderlich sein.